# Xã Grant, Quận Iosco, Michigan
Xã Grant (tiếng Anh: Grant Township) là một xã thuộc quận Iosco, tiểu bang Michigan, Hoa Kỳ. Năm 2010, dân số của xã này là 1.546 người.